# Jonas Vingegaard
Jonas Vingegaard Rasmussen (ur. 10 grudnia 1996 w Hillerslev) – duński kolarz szosowy, dwukrotny zwycięzca Tour de France.

## Osiągnięcia
Opracowano na podstawie:

2016
- 2. miejsce w Tour of China I

2017
- 1. miejsce w klasyfikacji młodzieżowej Tour du Loir-et-Cher
- 2. miejsce w GP Viborg

2018
- 1. miejsce w klasyfikacji młodzieżowej Tour du Loir-et-Cher
- 1. miejsce w prologu Giro Ciclistico della Valle d’Aosta Mont Blanc
- 1. miejsce na 4. etapie Tour de l’Avenir (jazda drużynowa na czas)

2019
- 1. miejsce w Hammer Stavanger (drużynowo)
  - 1. miejsce na 1. etapie (drużynowo)
- 1. miejsce na 6. etapie Tour de Pologne
- 2. miejsce w Post Danmark Rundt

2021
- 1. miejsce na 5. etapie UAE Tour
- 1. miejsce w Settimana Internazionale di Coppi e Bartali
  - 1. miejsce na 2. i 4. etapie
- 2. miejsce w Vuelta al País Vasco
  - 1. miejsce w klasyfikacji młodzieżowej
- 2. miejsce w Tour de France

2022
- 1. miejsce w La Drôme Classic
- 2. miejsce w Tirreno-Adriático
- 2. miejsce w Critérium du Dauphiné
  - 1. miejsce na 8. etapie
- 1. miejsce w Tour de France
  - 1. miejsce w klasyfikacji górskiej
  - 1. miejsce na 11. i 18. etapie
- 2. miejsce w Tour of Croatia
  - 1. miejsce na 3. i 5. etapie

2023
- 1. miejsce w O Gran Camiño
  - 1. miejsce w klasyfikacji górskiej
  - 1. miejsce na 2., 3. i 4. etapie
- 3. miejsce w Paryż-Nicea
- 1. miejsce w Vuelta al País Vasco
  - 1. miejsce w klasyfikacji punktowej
  - 1. miejsce na 3., 4. i 6. etapie
- 1. miejsce w Critérium du Dauphiné
  - 1. miejsce na 5. i 7. etapie
- 1. miejsce w Tour de France
  - 1. miejsce na 16. etapie
- 2. miejsce w Vuelta a España
  - 1. miejsce na 13. i 16. etapie

2024
- 1. miejsce w O Gran Camiño
  - 1. miejsce w klasyfikacji górskiej
  - 1. miejsce w klasyfikacji punktowej
  - 1. miejsce na 2., 3. i 4. etapie
- 1. miejsce w Tirreno-Adriático
  - 1. miejsce w klasyfikacji górskiej
  - 1. miejsce na 5. i 6. etapie
- 2. miejsce w Tour de France
  - 1. miejsce na 11. etapie
- 1. miejsce w Tour de Pologne

2025
- 1. miejsce w Volta ao Algarve
  - 1. miejsce na 5. etapie
- 2. miejsce w Critérium du Dauphiné
- 2. miejsce w Tour de France

## Starty w Wielkich Tourach
| Grand Tour | 2020 | 2021 | 2022 | 2023 | 2024 | 2025 |
| ---------- | ---- | ---- | ---- | ---- | ---- | ---- |
| Giro       | -    | -    | -    | -    | -    | -    |
| Tour       | -    | 2.   | 1.   | 1.   | 2.   | 2.   |
| Vuelta     | 46.  | -    | -    | 2.   | -    | ?    |

## Rankingi
| Rok             | 2016 | 2017 | 2018 | 2019 | 2020 | 2021 | 2022 | 2023 | 2024 |
| --------------- | ---- | ---- | ---- | ---- | ---- | ---- | ---- | ---- | ---- |
| World Ranking   | 683. | 881. | 822. | 259. | 331. | 18.  | 4.   | 2.   | 7.   |
| UCI Europe Tour | -    | 562. | 490. | 211. | 272. | 15.  | 4.   | 2.   | 6.   |
| UCI Asia Tour   | 83.  | -    | -    |      |      |      |      |      |      |
|                 |      |      |      |      |      |      |      |      |      |
| Źródło: UCI     |      |      |      |      |      |      |      |      |      |